# 里厄县
里厄县（英語：Rhea County）是美國田納西州東部的一個縣。面積871平方公里。根据美國2000年人口普查，共有人口28,400人。縣治代頓。
成立於1807年11月30日。縣名紀念州眾議員、聯邦眾議員、威廉·雷亚（John Rhea）。